# 1980–1989
| 1970–1979 | 1980 | 1981 | 1982 | 1983 | 1984 | 1985 | 1986 | 1987 | 1988 | 1989 | 1990–1999 |

Roky 1980–1989, souhrnně zvané 80. léta 20. století, je možno charakterizovat celosvětovým důrazem na rozvoj materiálního blahobytu a ekonomické produkce. Technické i ekonomické zaostávání sovětského bloku bylo završeno jeho zhroucením na přelomu 80. a 90. let.

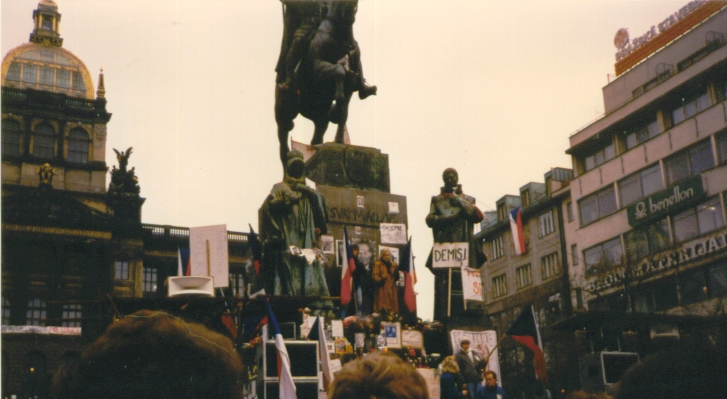
Sametová revoluce v roce 1989

Počátek 80. let byl v Česku a na Slovensku charakterizován pokračováním okupace sovětskými vojsky, totalitou sovětského typu, cenzurou, diktaturou Komunistické strany a nesvobodou. Utajováním černobylské havárie ztratil režim poslední zbytky důvěryhodnosti. Příchod perestrojky v druhé půlce 80. let neměl na normalizační Československo téměř žádný vliv. Rok 1989 byl charakterizován demokratickými změnami v sousedním Polsku, NDR a Maďarsku, které v listopadu 1989 následovalo sametovou revolucí i ČSSR.

## Věda a technika
Rozvoj osobních počítačů se v 80. letech zrychlil a tyto stroje se staly dostupnějšími a výkonnějšími. Společnost IBM v roce 1981 představila svůj první osobní počítač IBM PC, který se stal standardem pro budoucí počítačové systémy. Tento počítač používal operační systém MS-DOS od společnosti Microsoft, což položilo základy pro dominanci Microsoftu v softwarovém průmyslu. O tři roky později, v roce 1984, představila společnost Apple svůj revoluční počítač Macintosh, který jako první masově dostupný počítač používal grafické uživatelské rozhraní (GUI) a myš. Tento přístup změnil způsob, jakým lidé interagovali s počítači.
První umělý srdeční implantát Jarvik-7 byl představen v roce 1982 a úspěšně použit u pacienta Barneyho Clarka. Tento přístroj otevřel nové možnosti v léčbě srdečních onemocnění. V tomto roce byl také schválen první lék vyrobený pomocí genetického inženýrství – lidský inzulin. Tento lék nahradil zvířecí inzulín a zlepšil léčbu diabetu. O tři roky později objevil americký chemik Kary Mullis techniku polymerázové řetězové reakce (PCR), která umožnila rychlé a přesné kopírování DNA. Tato metoda se stala klíčovou pro genetický výzkum, forenzní vědu a diagnostiku onemocnění. V roce 1987 byly na trh poprvé uvedeny statiny, léčiva snižující hladinu cholesterolu, který výrazně snížil riziko kardiovaskulárních onemocnění.
První mobilní telefonní systém 1G byl spuštěn v USA v roce 1983, což umožnilo masové používání mobilních telefonů. V roce 1989 představil britský informatik Tim Berners-Lee koncept World Wide Webu, který položil základy pro moderní internet. Tento vynález změnil způsob, jakým lidé komunikují, pracují a přistupují k informacím.
První raketoplán Columbia byl vypuštěn v roce 1981, čímž zahájil éru opakovaně použitelných vesmírných lodí. V roce 1986 došlo k tragédii, když raketoplán Challenger explodoval krátce po startu, což vedlo k přehodnocení bezpečnostních opatření. Sonda Voyager 2 proletěla v roce 1989 kolem Neptunu a poslala na Zemi detailní snímky této planety. Tato mise uzavřela éru průzkumu vnějších planet sluneční soustavy.
Výrazný pokles koncentrace ozonu nad Antarktidou v roce 1985 vedl k mezinárodnímu úsilí o omezení používání látek poškozujících ozonovou vrstvu. V roce 1987 byl podepsán Montrealský protokol, který zakázal používání chlor-fluorovaných uhlovodíků (CFC). Tato dohoda se stala jedním z nejúspěšnějších mezinárodních environmentálních opatření.
V roce 1981 byl ve Francii uveden do provozu první vysokorychlostní vlak TGV ve Francii a stal se symbolem moderní železniční dopravy.

## 80. léta v Československu

### Československá kultura
V anketě Zlatý slavík o nejoblíbenějšího interpreta populární hudby se na první místa dostali Karel Gott, Hana Zagorová, Dalibor Janda, Petra Janů, Miroslav Žbirka, Peter Nagy, Iveta Bartošová a kapely Elán, Olympic, Katapult, Citron a Team. Vznikly kapely Kabát, Arakain, Tři sestry, Čechomor, Mňága a Žďorp, Turbo, Tata Bojs, Visací zámek, Orlík, Buty, Argema, Laura a její tygři, Stromboli a Nerez.
V tomto období měly premiéru filmy Jiřího Menzela (Vesničko má středisková, Slavnosti sněženek, Postřižiny), Ladislava Smoljaka (Jára Cimrman ležící, spící, Vrchní, prchni, Nejistá sezóna, Rozpuštěný a vypuštěný), Karla Kachyni (Smrt krásných srnců, Pozor, vizita!), Oldřicha Lipského (Tajemství hradu v Karpatech, Tři veteráni) nebo Juraja Jakubiska (Sedím na konári a je mi dobre, Tisícročná včela). Československá televize natočila televizní seriály jako Dobrodružství kriminalistiky, Vlak dětství a naděje, Arabela a Návštěvníci.
V roce 1984 byla básníku Jaroslavu Seifertovi udělena Nobelova cena za literaturu.

### Československý sport
Na mistrovství světa v ledním hokeji v roce 1985 získali českoslovenští hokejisté zlatou medaili, v letech 1982 a 1983 stříbrné a 1981, 1987 a 1989 bronzové. Českoslovenští fotbalisté v roce 1980 na mistrovství Evropy v Itálii a získali bronzovou medaili.

## Hlavy států a političtí lídři
- Francie
  - prezident: Valéry Giscard d'Estaing (1974–1981), François Mitterrand (1981–1995)
  - premiér: Raymond Barre (1976–1981), Pierre Mauroy (1981–1984), Laurent Fabius (1984–1986), Jacques Chirac (1986–1988), Michel Rocard (1988–1991)
- Sovětský svaz
  - Generální tajemník ÚV KSSS: Leonid Iljič Brežněv (1964–1982), Jurij Andropov (1982–1984), Konstantin Černěnko (1984–1985), Michail Gorbačov (1985–1991)
- Spojené království
  - královna: Alžběta II. (1952–2022)
  - premiér: Margaret Thatcherová (1979–1990)
- Spojené státy americké
  - prezident: Jimmy Carter (1977–1981), Ronald Reagan (1981–1989), George H. W. Bush (1989–1993)
- Vatikán
  - papež: Jan Pavel II. (1978–2005)
- Československo
  - prezident: Gustáv Husák (1975–1989), Václav Havel (1989–1992)
  - premiér: Lubomír Štrougal (1970–1988), Ladislav Adamec (1988–1989), Marián Čalfa (1989–1992)
- Spolková republika Německo
  - prezident: Karl Carstens (1979–1984), Richard von Weizsäcker (1984–1994)
  - spolkový kancléř: Helmut Schmidt (1974–1982), Helmut Kohl (1982–1998)
- Německá demokratická republika
  - Generální tajemník SED: Erich Honecker (1971–1989), Egon Krenz (1989)
  - premiér: Willi Stoph (1976–1989), Hans Modrow (1989–1990), Lothar de Maizière (1990)
- Polsko
  - prezident: Henryk Jabłoński (1972–1985), Wojciech Jaruzelski (1989–1990)
  - premiér: Wojciech Jaruzelski (1981–1985), Zbigniew Messner (1985–1988), Tadeusz Mazowiecki (1989–1991)
- Rakousko
  - prezident: Rudolf Kirchschläger (1974–1986), Kurt Waldheim (1986–1992)
  - spolkový kancléř: Bruno Kreisky (1970–1983), Fred Sinowatz (1983–1986), Franz Vranitzky (1986–1997)

## Úmrtí
Během tohoto desetiletí z osobností zemřeli politici Leonid Iljič Brežněv, Nicolae Ceaușescu a Josip Broz Tito, umělci Jaroslav Seifert, Jan Werich, Vladimír Menšík, Louis de Funès, John Lennon, Salvador Dalí, Andy Warhol a Bob Marley.